# 뉴캐슬 유나이티드 FC의 감독 목록
이 문서는 뉴캐슬 유나이티드의 감독과 그 기록을 모아둔 목록이다. 최장 기간 감독은 1939년부터 1958년까지 재임 했던 스탠 시모어이며 13년간 재임하며 5개의 트로피를 들어올린 조 하비가 가장 성공한 감독으로 평가받는다.

## 개요
1892년부터 1929년까지는 클럽운영위원회가 현재의 감독과 같은 권한을 갖고 클럽을 운영하였다.

## 감독 기록
2019년 8월 1일 기준, 컵 대회를 포함한 모든 경기 기록임
| 이름                | 국적       | 임기 시작        | 임기 만료        | 경기 | 승  | 무  | 패  | 승률%  | 수상 |
| ------------------- | ---------- | ---------------- | ---------------- | ---- | --- | --- | --- | ------ | --- |
| 클럽운영위원회      |            | 1892년           | 1929년 12월 31일 |      |     |     |     |        | 풋볼 리그 1부 우승 4회 노던 리그 우승 3회 FA컵 우승 2회 FA 커뮤니티 실드 우승 셰리프 오브 런던 체리티 쉴드 우승 |
| 앤디 커닝엄         | 스코틀랜드 | 1930년 1월 9일   | 1935년 5월 31일  | 251  | 105 | 45  | 101 | 41.83  | FA컵 우승 |
| 톰 매더             | 잉글랜드   | 1935년 6월 5일   | 1939년 9월 1일   | 179  | 78  | 32  | 69  | 43.57  | |
| 스탠 시모어         | 잉글랜드   | 1939년 9월 1일   | 1958년 6월 13일  | 338  | 130 | 74  | 134 | 38.46  | FA컵 우승 2회                                                                                                   |
| 조지 마틴           | 잉글랜드   | 1947년 5월 20일  | 1950년 12월 14일 | 155  | 76  | 40  | 39  | 49.03  | |
| 더그 리빙스턴       | 스코틀랜드 | 1954년 12월 10일 | 1956년 1월 29일  | 99   | 43  | 20  | 36  | 43.43  | FA컵 우승 |
| 찰리 미턴           | 잉글랜드   | 1958년 6월 13일  | 1961년 10월 18일 | 145  | 53  | 28  | 64  | 36.55  | |
| 노먼 스미스         | 잉글랜드   | 1961년 10월 18일 | 1962년 6월 1일   | 35   | 12  | 8   | 15  | 34.28  | |
| 조 하비             | 잉글랜드   | 1962년 6월 1일   | 1975년 6월 11일  | 591  | 224 | 152 | 215 | 37.90  | 풋볼 리그 2부 우승 인터시티스 페어스컵 우승 앵글로이탈리언컵 우승 텍사코 컵 우승 2회                            |
| 고든 리             | 잉글랜드   | 1975년 6월 12일  | 1977년 1월 30일  | 74   | 28  | 20  | 26  | 37.83  | |
| 리처드 디니스       | 잉글랜드   | 1977년 2월 2일   | 1977년 11월 9일  | 40   | 12  | 10  | 18  | 30.00  | |
| 윌리 맥폴¹          | 북아일랜드 | 1977년 11월 9일  | 1977년 11월 18일 | 1    | 0   | 0   | 1   | 00.00  | |
| 빌 맥게리           | 잉글랜드   | 1977년 11월 18일 | 1980년 8월 31일  | 118  | 37  | 33  | 48  | 31.35  | |
| 조 하비¹            | 잉글랜드   | 1980년 8월 31일  | 1980년 9월 7일   | 3    | 2   | 1   | 0   | 66.67  | |
| 아서 콕스           | 잉글랜드   | 1980년 9월 7일   | 1984년 5월 24일  | 169  | 76  | 42  | 51  | 44.97  | 기린 컵 우승 |
| 잭 찰턴             | 잉글랜드   | 1984년 8월 14일  | 1985년 8월 10일  | 48   | 15  | 15  | 18  | 31.25  | |
| 윌리 맥폴           | 북아일랜드 | 1985년 8월 12일  | 1988년 8월 10일  | 140  | 47  | 39  | 54  | 33.57  | |
| 콜린 서제트¹        | 잉글랜드   | 1988년 8월 12일  | 1988년 12월 14일 | 9    | 2   | 2   | 5   | 22.22  | |
| 짐 스미스           | 잉글랜드   | 1988년 12월 14일 | 1991년 3월 21일  | 121  | 44  | 38  | 39  | 36.36  | |
| 보비 색스턴¹        | 잉글랜드   | 1991년 3월 21일  | 1991년 3월 26일  | 1    | 0   | 1   | 0   | 00.00  | |
| 오스발도 아르딜레스 | 아르헨티나 | 1991년 3월 26일  | 1992년 2월 5일   | 47   | 10  | 18  | 19  | 21.27  | |
| 케빈 키건           | 잉글랜드   | 1992년 2월 5일   | 1997년 1월 8일   | 251  | 138 | 51  | 62  | 54.98  | 풋볼 리그 1부 우승                                                                                              |
| 테리 맥더멋¹        | 잉글랜드   | 1997년 1월 8일   | 1997년 1월 14일  | 1    | 0   | 1   | 0   | 0.00   | |
| 케니 달글리시       | 스코틀랜드 | 1997년 1월 14일  | 1998년 8월 27일  | 78   | 30  | 26  | 22  | 38.46  | |
| 뤼트 휠릿           | 네덜란드   | 1998년 8월 28일  | 1999년 8월 28일  | 52   | 18  | 14  | 20  | 34.61  | |
| 스티브 클라크¹      | 스코틀랜드 | 1999년 8월 28일  | 1999년 9월 2일   | 1    | 0   | 0   | 1   | 0.00   | |
| 보비 롭슨           | 잉글랜드   | 1999년 9월 2일   | 2004년 8월 30일  | 255  | 119 | 64  | 72  | 46.66  | |
| 존 카버¹            | 잉글랜드   | 2004년 9월 11일  | 2004년 9월 13일  | 1    | 1   | 0   | 0   | 100.00 | |
| 그레엄 수네스       | 스코틀랜드 | 2004년 9월 13일  | 2006년 2월 2일   | 87   | 39  | 19  | 29  | 44.82  | |
| 글렌 로더           | 잉글랜드   | 2006년 2월 2일   | 2007년 5월 6일   | 72   | 33  | 15  | 24  | 45.83  | UEFA 인터토토컵 우승                                                                                            |
| 나이절 피어슨¹      | 잉글랜드   | 2007년 5월 6일   | 2007년 5월 15일  | 1    | 0   | 1   | 0   | 0.00   | |
| 샘 앨러다이스       | 잉글랜드   | 2007년 5월 15일  | 2008년 1월 9일   | 24   | 8   | 6   | 10  | 33.33  | |
| 나이절 피어슨¹      | 잉글랜드   | 2008년 1월 9일   | 2008년 1월 16일  | 2    | 1   | 0   | 1   | 50.00  | |
| 케빈 키건           | 잉글랜드   | 2008년 1월 16일  | 2008년 9월 4일   | 21   | 6   | 6   | 9   | 28.57  | |
| 크리스 휴턴¹        | 아일랜드   | 2008년 9월 8일   | 2008년 9월 28일  | 3    | 0   | 0   | 3   | 00.00  | |
| 조 키니어           | 아일랜드   | 2008년 9월 29일  | 2009년 4월 1일   | 18   | 4   | 8   | 6   | 22.22  | |
| 앨런 시어러         | 잉글랜드   | 2009년 4월 1일   | 2009년 5월 24일  | 8    | 1   | 2   | 5   | 12.50  | |
| 크리스 휴턴         | 아일랜드   | 2009년 5월 24일  | 2010년 12월 6일  | 64   | 38  | 11  | 15  | 59.38  | 풋볼 리그 챔피언십 우승 트로페오 테레사 에레라 우승                                                             |
| 앨런 파듀           | 잉글랜드   | 2010년 12월 9일  | 2015년 1월 2일   | 185  | 71  | 41  | 73  | 38.38  | 과디아나 트로피 우승                                                                                            |
| 존 카버             | 잉글랜드   | 2015년 1월 26일  | 2015년 6월 9일   | 20   | 3   | 4   | 13  | 15.00  | |
| 스티브 매클래런     | 잉글랜드   | 2015년 6월 10일  | 2016년 3월 11일  | 31   | 7   | 6   | 18  | 22.58  | |
| 라파엘 베니테스     | 스페인     | 2016년 3월 11일  | 2019년 6월 30일  | 146  | 62  | 31  | 53  | 42.47  | EFL 챔피언십 우승                                                                                               |
| 스티브 브루스       | 잉글랜드   | 2019년 7월 17일  | 현직             | 0    | 0   | 0   | 0   | 0.00   | |

¹감독 대행

## 통계

### 국적
- 잉글랜드 26명
- 스코틀랜드 5명
- 아일랜드 2명
- 북아일랜드 1명
- 네덜란드 1명
- 아르헨티나 1명
- 스페인 1명

### 최다 경기
- 조 하비: 591경기
- 스탠 시모어: 338경기
- 케빈 키건: 272경기
- 보비 롭슨: 255경기
- 앤디 커닝엄: 251경기